# شريان قذالي
ينشأ الشريان القذالي من الشريان السباتي الظاهر مقابل الشريان الوجهي. هذا الشريان يقوم بإمداد الدم إلى الجزء الخلفي من فروة الرأس وستيرنو-خشاء العضلات، والعضلات العميقة في الظهر والرقبة

## التركيب
من منشأه يقوم بتغطية البطن الخلفي للذات البطنين والإبري اللامي، بينما عصب تحت اللسان يقوم بالدوران من حوله من الخلف إلى الأمام ثم يقوم الشريان بعد ذلك بقطع الشريان السباتي الباطني, حبل الوريد الداخلي و العصب المبهم والعصب الإضافي.
ثم بعد ذلك يصعد إلى جانب الفاصلة بين عملية عرضية من الأطلس وعملية الخشاء من العظم الصدغي, ويمر أفقيا إلى الوراء، ويكون مغطى حينها بواسطة عضلة قصية ترقوية خشائية والرأس الطاحلة، والرأس الطولية، وذات البطنين.

## الوظيفة
1. فروع العضلات : تزويد العضلات : ذات الرأسين، إبري لامي، الطاحلة، وإبهام اليد.
2. فرع القصية الترقوية الخشائية : هذا الفرع ينقسم إلى فروع علوية وفروع سفلية في المثلث السباتي. الفرع العلوي يرافق العصب الإضافي إلى القصية الترقوية الخشائية، بينما ينشأ الفرع السفلي بالقرب من أصل الشريان القذالي قبل دخوله العضلة القصية الترقوية الخشائية. وهذا فرع ينشأ مباشرة من الشريان السباتي الخارجي.
3. الفرع الأذني للشريان القذالي: يقوم بتغذية الجزء الخلفي من الأذن. في العديد من العينات، يؤدي هذا الفرع إلى فرع الخشاء ،الذي يقوم بتغذية الأم الجافية، ديبلو، وخشاء الخلايا الهوائية. بينما في عينات أخرى، شريان الخشاء هو فرع من الشريان القذالي، بدلا من الفرع الأذني.
4. الفرع السحائي: يقوم بتغذية الأم الجافية في حفرة القحف الخلفية

الجزء الأخير يرافق العصب القذالي الأكبر

## صور إضافية

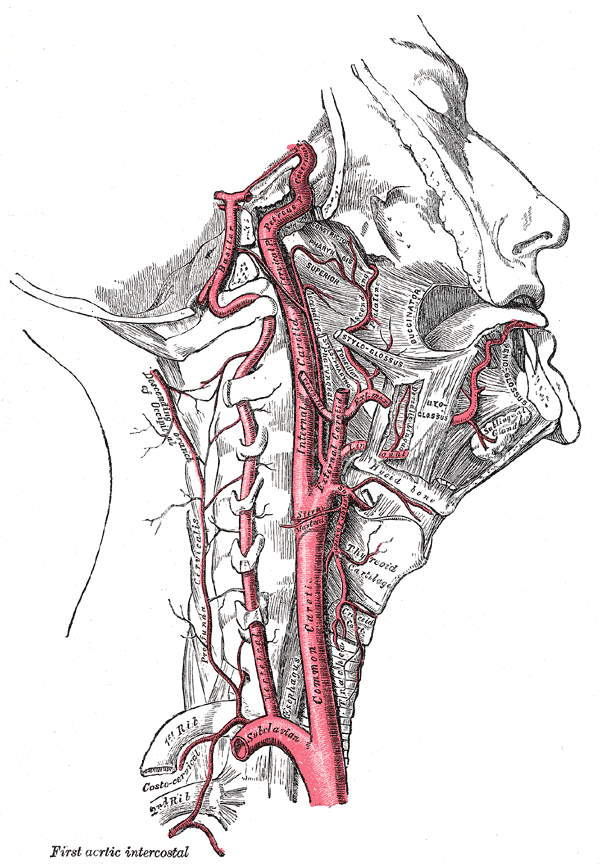
الشريان السباتي الداخلي والشرايين الفقرية. جانب أيمن.
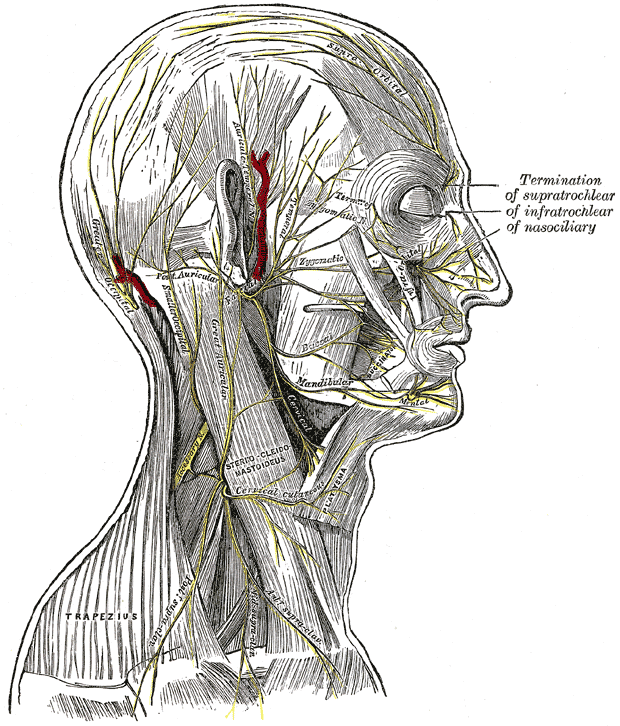
أعصاب فروة الرأس والوجه - جانب من العنق.
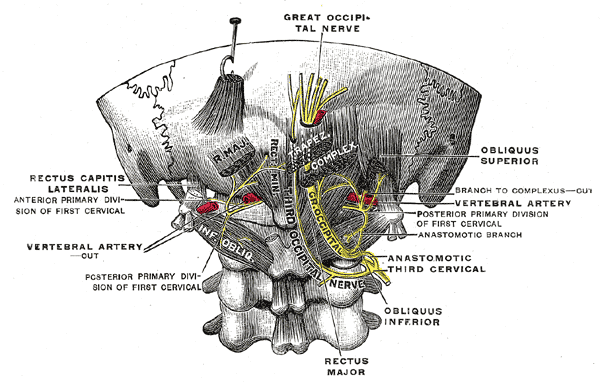
الأقسام الأولية من ثلاثة من الأعصاب العنقية العليا.
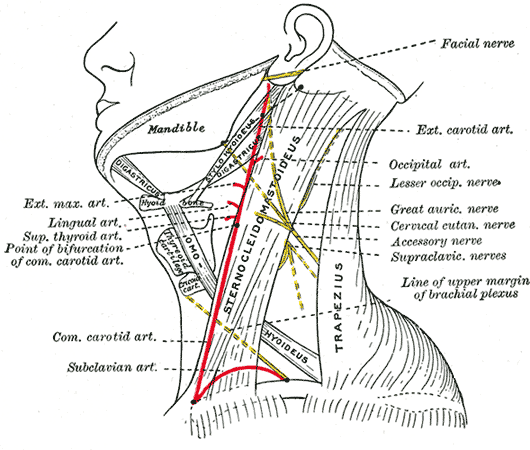
جانب من الرقبة، تبين علامات السطح المسلحة.
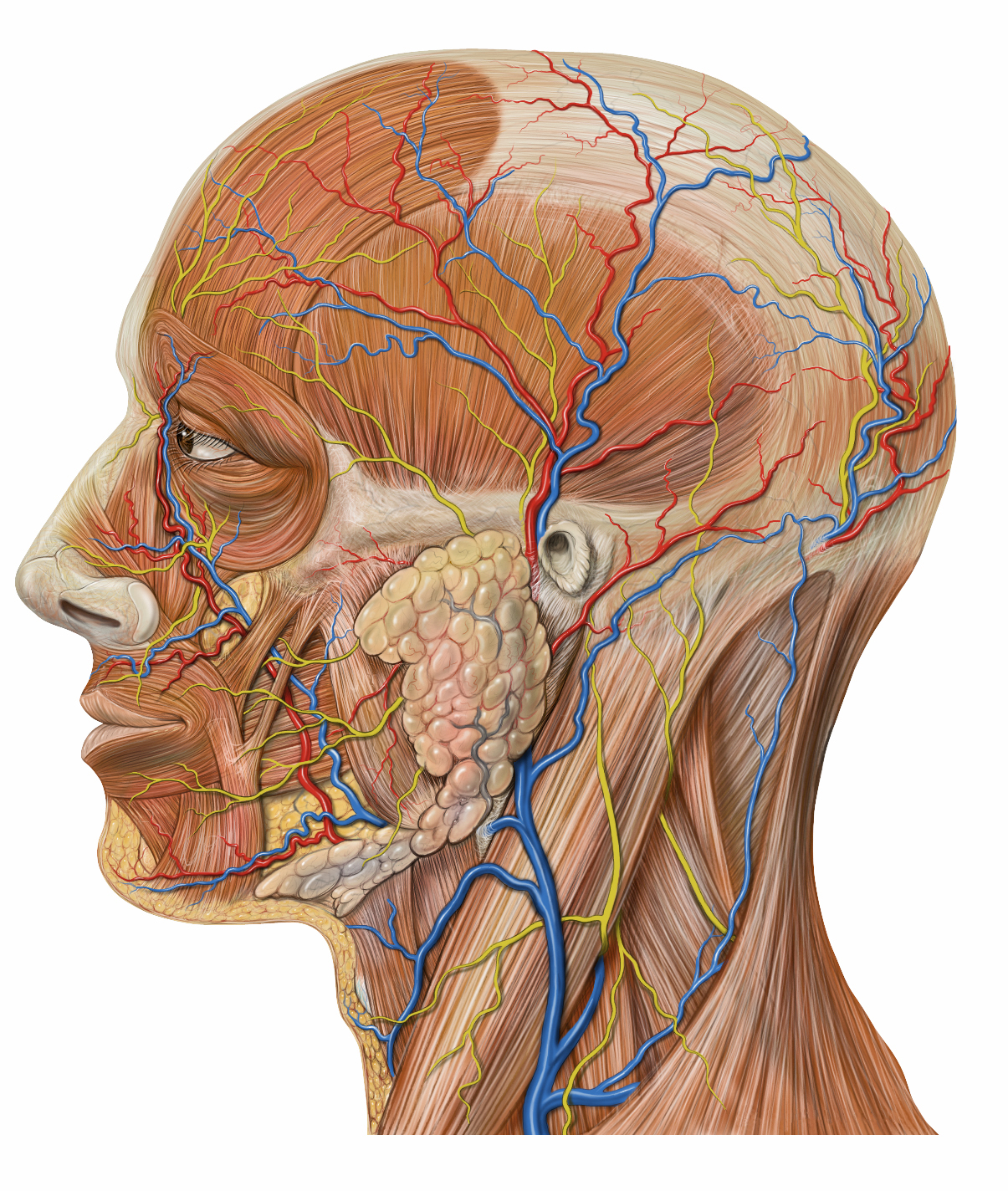
تشريح تفصيلى لصورة جانبية

## وصلات خارجية
- درسٌ تشريحي حول lesson4 مُعدٌ بواسطة ويسلي نورمان (جامعة جورجتاون).

```
(
parotid4
)
```

- Diagram at stchas.edu
- Description at okstate.edu
- http://www.dartmouth.edu/~humananatomy/figures/chapter_47/47-2.HTM نسخة محفوظة 3 مارس 2018 على موقع واي باك مشين.